# Reino da Nova Zelândia
O Reino da Nova Zelândia é toda a área em que o Rei da Nova Zelândia é chefe de Estado. O Reino abrange a Nova Zelândia, as Ilhas Cook, Niue, Toquelau e a Dependência de Ross na Antártida, e é definido pela Carta-patente constituindo o cargo de Governador-geral da Nova Zelândia.

## Governador-geral
O Governador-geral da Nova Zelândia representa o chefe de Estado (Carlos III do Reino Unido, na sua qualidade de Rei da Nova Zelândia) na área do Reino. Essencialmente, os Governadores-gerais assumem todas as dignidades e poder moderador do chefe de Estado. A partir de 2011, o Governador-geral é Rt Hon Sir Jerry Mateparae.

## Soberania dentro do Reino

### Ilhas Cook e Niue
Ambas as Ilhas Cook e Niue são estados de autogoverno em livre associação com a Nova Zelândia. O Parlamento da Nova Zelândia não tem poderes para passar unilateralmente uma legislação em relação a estes países. Nas relações exteriores e questões de defesa a Nova Zelândia age em nome desses países, mas apenas com o seu conselho e consentimento.
Como o Governador-geral residente na Nova Zelândia, a Constituição das Ilhas Cook prevê a posição distinta de Representante da Rainha. Este indivíduo não é subordinado ao Governador-geral e atua como o representante local da rainha no mesmo direito da Nova Zelândia. Desde 2013, Tom Marsters é o representante do Rei para as Ilhas Cook. (Marsters foi precedido por Sir Frederick Tutu Goodwin). Este acordo permite de forma eficaz as ações de fato independentes na área interna e na maioria externa das áreas de governação.
De acordo com a Constituição de Niue de 1974, o Governador-geral da Nova Zelândia atua como representante do Rei.
Nas Ilhas Cook e Niue, o Alto Comissário da Nova Zelândia é o representante diplomático da Nova Zelândia. John Carter (desde 2011) é o Alto Comissário da Nova Zelândia para as Ilhas Cook. Mark Blumsky foi o Alto Comissário da Nova Zelândia para Niue a partir de 2010, até que ele foi substituído por Ross Ardern no início de 2014.
Apesar de sua estreita relação com a Nova Zelândia, ambas as Ilhas Cook e Niue mantêm algumas relações diplomáticas em seu próprio nome. Ambos os países mantêm Altos Comissários na Nova Zelândia e a Nova Zelândia mantêm Altos Comissários residentes nas suas capitais. Na prática da Commonwealth, os Altos Comissários representam os seus governos, não o chefe de Estado.

### Nova Zelândia
A Nova Zelândia propriamente consiste nos seguintes grupos de ilhas:
- a Ilha Norte, Ilha Sul e as ilhas costeiras vizinhas, todas contidas dentro das 16 regiões da Nova Zelândia
- as Ilhas Chatham para o leste, contidas dentro do Território das Ilhas Chatham
- as Ilhas Kermadec ao norte e as Ilhas Subantárticas da Nova Zelândia  no sul, todas fora da fronteira da autoridade local e habitadas apenas por um pequeno número de funcionários de pesquisa e conservação
- a Dependência de Ross, que faz parte da Antártida. É constitucionalmente parte da Nova Zelândia.[3] No entanto, a aplicação de soberania dentro da dependência é subsequente após a aplicação dos termos encontrados no Tratado da Antártida.

### Toquelau
Toquelau tem um menor grau de independência do que as Ilhas Cook e Niue, e tem se movido em direção ao status de livre associação. O representante da Nova Zelândia, em Toquelau é o Administrador de Toquelau e tem o poder de derrubar regras aprovadas pelo Fono Geral. Em referendos realizados em 2006 e 2007 pela Nova Zelândia, a pedido das Nações Unidas, o povo de Toquelau não conseguiu alcançar a maioria necessária de dois terços para atingir um sistema de governo com poderes iguais aos de Niue e Ilhas Cook.

### Tabela de resumo
| Área                | Representante do Rei | Chefe de governo   | Legislatura                                            | Capital    | População                                                  | Área total | Área total |
| Área                | Representante do Rei | Chefe de governo   | Legislatura                                            | Capital    | População                                                  | km2        | sq mi      |
| ------------------- | -------------------- | ------------------ | ------------------------------------------------------ | ---------- | ---------------------------------------------------------- | ---------- | ---------- |
| Nova Zelândia       | Governador-geral     | Primeiro-ministro  | Parlamento da Nova Zelândia (Câmara de Representantes) | Wellington | 4,242,048                                                  | 268,680    | 103,740    |
| Ilhas Cook          | Representante do Rei | Primeiro-ministro  | Parlamento das Ilhas Cook                              | Avarua     | 21,388                                                     | 236        | 91         |
| Niue                | Representante do Rei | Premier            | Assembleia de Niue                                     | Alofi      | 2,145                                                      | 260        | 100        |
| Toquelau            | Administrador        | Ulu-o-Tokelau      | Fono Geral                                             | Fakaofo    | 1,405                                                      | 10         | 4          |
| Dependência de Ross | Governador           | Chefe do Executivo | Nenhuma                                                | Nenhuma    | Scott Base: 10–80 Estação McMurdo: 200–1000 (sazonalmente) | 450,000    | 170,000    |

1. ↑  O atual Parlamento da Nova Zelândia é unicameral com sua única Câmara de Representantes.
2. 1 2  
O Governador Geral da Nova Zelândia também é o Representante do Rei em Niue e o Governador da Dependência de Ross, mas são cargos separados.
3. ↑  A legislação para a Dependência de Ross é promulgada pelo Parlamento da Nova Zelândia (Câmara de Representantes), embora, na verdade, os seus poderes são limitados devido ao Tratado da Antártida.

## Futuro do Reino
Dentro da Nova Zelândia existe algum apoio para uma república. Se a Nova Zelândia se tornar uma república irá continuar possuindo a Dependência de Ross e Toquelau como territórios dependentes e o Reino de Nova Zelândia vai continuar a existir sem a Nova Zelândia, a Dependência de Ross e Toquelau. Isso não seria um obstáculo legal para uma república na Nova Zelândia como tal, e ambas as Ilhas Cook e Niue iriam manter o seu status de estados associados com a Nova Zelândia, como o Reino partilha o seu Chefe de Estado com as Ilhas Cook e Niue. No entanto, uma república na Nova Zelândia apresentaria a questão da independência para as Ilhas Cook e Niue. Assim, existe uma série de opções para o futuro do Reino da Nova Zelândia se o Reino tornar-se uma república:
- Uma república neozelandesa com as Ilhas Cook e Niue permaneceria em livre associação com a Nova Zelândia, mas mantendo o Rei como seu chefe de Estado;
- Uma república neozelandesa com as Ilhas Cook e Niue teriam um novo Chefe de Estado republicano como seu chefe de Estado e tornariam-se Estados independentes;
- Uma república neozelandesa com as Ilhas Cook e Niue teriam seus próprios Chefes de Estado, mas mantendo o seu status de livre associação com a Nova Zelândia.[7]